# Saint-Briac-sur-Mer
Saint-Briac-sur-Mer (en bretó Sant-Briag, en gal·ló Saent-Beriac) és un municipi francès, situat a la regió de Bretanya, al departament d'Ille i Vilaine. L'any 2006 tenia 1.948 habitants.

## Demografia
| 1962                                       | 1968  | 1975  | 1982  | 1990  | 1999  |
| ------------------------------------------ | ----- | ----- | ----- | ----- | ----- |
| 1.623                                      | 1.666 | 1.619 | 1.691 | 1.825 | 2.054 |
| Des de 1962: població sense dobles comptes |       |       |       |       |       |

## Administració
| Període   | Identitat       | Partit             |
| --------- | --------------- | ------------------ |
| 1995-2008 | Brice Lalonde   | Generació Ecologia |
| 2008-     | Auguste Senghor |                    |

## Galeria d'imatges

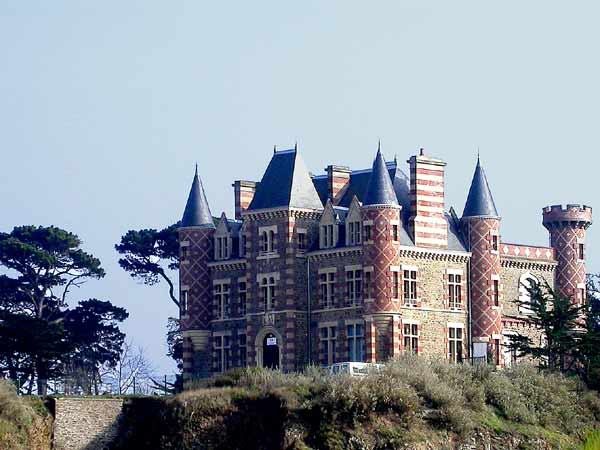
el castell de Nessay
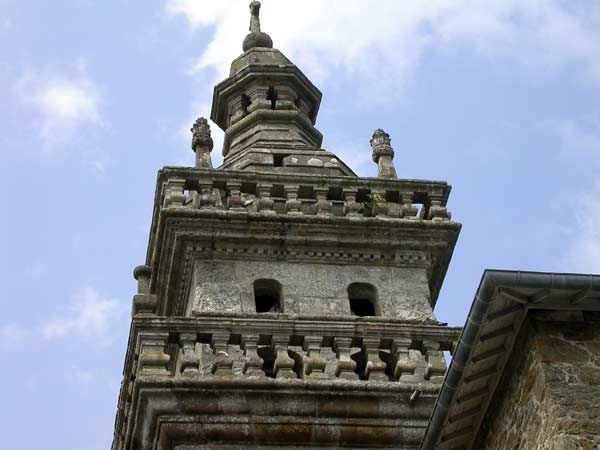
El campanar de l'església
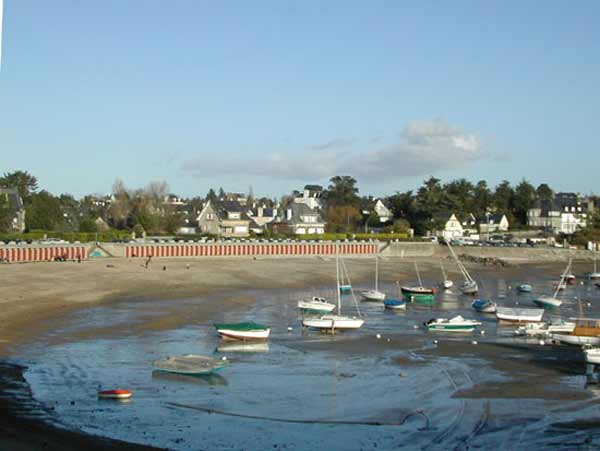
la platja de Béchet